# Kammerjunker (titel)
 For alternative betydninger, se kammerjunker. (Se også artikler, som begynder med kammerjunker)
 Denne artikel omhandler overvejende eller alene danske forhold. Hjælp gerne med at gøre artiklen mere almen.
Kammerjunker er en nu ikke længere brugt hoftitel, som oftest blev givet til unge adelsmænd, junkere, som havde til opgave at betjene en fyrstelig person, i Danmark især ved det kongelige hof. Kammerjunkeren stod i rang under en kammerherre, men over en kammerpage.
Titlen er i Danmark ikke blevet benyttet siden kong Christian 10.s død i 1947. Den blev til sidst hovedsagelig givet til yngre officerer tjenstegørende ved garderegimenterne. Den senere professor i filosofi ved Aarhus Universitet, Justus Hartnack, fik titlen som officer i Livgarden, og den senere chef for Frikorps Danmark, Christian Frederik von Schalburg fik i 1935 eller 1936 titlen som premierløjtnant i Livgarden. Efter Schalburgs død benyttede hans enke titlen kammerjunkerinde.
Torben Tryde var den sidste, der blev tildelt titlen.